# Indigno de ser humano
Indigno de ser humano (人間失格 Ningen Shikkaku?) es una novela escrita por Osamu Dazai. Publicada después que Hashire Melos y El ocaso, Indigno de ser humano está considerada la obra maestra de Dazai, así como también la segunda novela más vendida en Japón tras Kokoro de Natsume Sōseki.
La traducción de su título original, Ningen Shikkaku, significa literalmente «descalificado de ser humano». Este título fue discutido por el traductor de su versión en inglés, Donald Keene, en el prefacio del libro. La traducción italiana le nombró como Lo squalificato (el descalificado), mientras que en español se le nombró como Indigno de ser humano.
La novela, publicada por entregas en 1948, está narrada en primera persona y contiene elementos autobiográficos, tales como el intento de suicidio, un tema recurrente en la vida del autor. La analista Naoko Miyaji ha propuesto que Dazai sufría de un trastorno de estrés postraumático en el momento de escribir el libro.

## Argumento
Indigno de ser humano es narrado en forma de varios cuadernos dejados por Yōzō Ōba (大庭 葉蔵), un joven hombre afligido e incapaz de revelar su verdadero ser a los demás, y que, en cambio se ve obligado a mantener una fachada de jocosidad vacía.
La novela se compone de tres capítulos o memorándum, que narran la vida de Ōba desde su primera infancia a finales de sus años veinte.
- Primer memorándum: Superado por un intenso sentimiento de alienación social y de alteridad, así como también por el hecho de encontrar casi imposible entender a quienes lo rodean, individuos que viven con egoísmo y mala fe, Ōba no puede dejar de recurrir a la bufonería para establecer relaciones interpersonales. Cuenta que fue abusado por una sirvienta durante su infancia, pero decide no informarle a nadie al considerarlo inútil.

- Segundo memorándum: Ōba se ve preocupado por la posibilidad de que su fachada alegre sea descubierta por su compañero de escuela, Takeichi, quien al parecer puede ver a través de su actuación. Ōba traba amistad con Takeichi para evitar que este revele su secreto. Mientras le muestra a Takeichi pinturas de Amedeo Modigliani, se da cuenta de que ciertos artistas expresan la verdad interna de la crueldad humana a través de su propio trauma. Ōba pinta un autorretrato inspirado por estos artistas, pero es tan espantoso que no se atreve a mostrarlo a nadie, excepto a Takeichi, quien dice apreciar el cuadro. Bajo la influencia de un artista al que conoció en una clase de pintura, Horiki, Ōba comienza a descuidar sus estudios, cae en un círculo vicioso de alcohol, tabaco y prostitución, culminando en una noche con una mujer casada con quien intenta llevar a cabo un doble suicidio por ahogamiento. Aunque Ōba sobrevive, la mujer muere, dejándolo con nada más que un excruciante sentimiento de culpa.

- Tercer memorándum, primera parte: Ōba es expulsado de la universidad y pasa a estar bajo el cuidado de un amigo de la familia. Posteriormente trata de llevar a cabo una relación normal con una madre soltera, actuando como padre sustituto de su hija. Sin embargo, Ōba las abandona para ir a vivir con la dueña de un bar al que patrocina. Desde entonces, trata de saber cuál es el significado de la sociedad como un individuo que intenta escapar de su miedo a la humanidad, y comienza a ingerir grandes cantidades de alcohol inspirado por Rubaiyat de Omar Khayyam. Más tarde, comienza una relación con una mujer joven e ingenua que le convence de dejar de beber.

- Tercer memorándum, segunda parte: Gracias a la influencia de esta mujer sobre su vida, Ōba deja de beber y encuentra un trabajo estable como dibujante. Sin embargo, Horiki reaparece llevando a Ōba a una conducta autodestructiva una vez más. Lo que es aún peor, Ōba se separa de su esposa después de un incidente en el cual fue sexualmente agredida por un conocido. Con el tiempo, Ōba se convierte en alcohólico y adicto a la morfina. Finalmente, se limita a ir a una institución mental, y, al ser liberado, se traslada a un lugar aislado, concluyendo la historia con una autorreflexión entumecida.

La historia tiene otros dos capítulos cortos a modo de prólogo y epílogo narrados desde el punto de vista de un observador neutral, quien ve tres fotos de Ōba y finalmente rastrea a uno de los personajes mencionados en los cuadernos que lo conocían personalmente. Ōba se refiere a sí mismo a lo largo del libro usando el pronombre reflexivo de "Jibun" (自分), mientras que el pronombre personal "Watashi" (私) se utiliza tanto en el prólogo como en el epílogo por el escritor, cuyo nombre no está claro. El nombre de "Ōba" pertenece a uno de los primeros trabajos de Dazai, Pétalos de bufonería (道化の華).

## Adaptaciones

### Película
Indigno de ser humano fue adaptada a una película teatral en 2009, en el centenario del nacimiento de Dazai. La película fue dirigida por Genjiro Arato y el rodaje comenzó en julio, siendo lanzada el 20 de febrero de 2010. La película es protagonizada por Toma Ikuta como Yōzō Ōba, un joven a quien le resulta difícil relacionarse con el mundo que le rodea y enmascara este sentimiento de alienación con una actitud jovial. Sin embargo, su vida gira en un espiral hacia la autodestrucción. La actriz Satomi Ishihara interpretó el papel de la esposa de Ōba. Fuera de Japón, la película fue comercializada bajo el título de The Fallen Angel.

### Anime
Otra adaptación de la historia fue narrada en los cuatro primeros episodios de la serie de anime Aoi Bungaku, lanzada en 2009. El anime ganó el Platinum Grand Prize en el Future Film festival en Italia.
En el anime Bungō Stray Dogs, uno de los personajes fue nombrado como Dazai, además de dejarse ver varias influencias de la novela. A lo largo de este anime, claramente se pueden ver las similitudes que existen entre dicho personaje y el protagonista de este libro,Yōzo Ōba. Una de las más notables, es la fijación que tiene el personaje con el tema del suicidio, de hecho en múltiples capítulos del anime se nos muestran sus diferentes intentos de quitarse la vida, así como también menciona en repetidas oportunidades su deseo de quitarse la vida arrojándose a un río junto a una mujer, esto hace referencia a Ōba y al mismo Dazai por concecuencia, pues como se sabe, esta obra es en efecto una autobiografía. Otra característica que comparte con Ōba es su comportamiento, el personaje se muestra como una persona burlesca y simpática, indiferente a lo que ocurre a su alrededor, siempre tratando de hacer reír a los demás; cuando en realidad es alguien apático, vacío y deprimido, lleno de dudas  acerca de su propia humanidad y de su capacidad para sentir emociones. El personaje de este anime es un claro ejemplo de la complejidad y profundidad filosófica que tiene esta obra y de su impacto en la literatura japonesa.

### Manga
Un manga de tres volúmenes basado en la novela fue creado por Usamaru Furuya y serializado en la revista Weekly Comic Bunch de Shinchosha desde 2009. Una edición en inglés fue publicada por Vertical, Inc. entre 2011 y 2012.
Una segunda versión fue creada por Yasunori Ninose y publicada bajo el título de Ningen Shikkaku Kai. Fue serializada en la Champion Red desde abril a julio de 2010. A diferencia de la versión de Furuya, en este manga se describe la emoción negativa de los seres humanos y las relaciones sexuales como tentáculos, algo que han cautivado a Ninose desde niño.
Una tercera versión, un recuento de la historia original antes de la Segunda Guerra Mundial, fue encargada para la serie Manga de Dokuha (adaptaciones cómicas de la literatura clásica), publicado por Gakken. Una edición en inglés fue publicada en formato en línea por JManga en 2011.

## Recepción
Con el paso de los años, la obra se ha convertido en una de las novelas más populares de la literatura japonesa, superando los diez millones de ejemplares vendidos desde su publicación original en 1948.
William Bradbury de Japan Times consideró la obra como una novela atemporal, comentando que «la lucha del individuo para encajar en una sociedad normalizadora sigue siendo tan relevante hoy como lo era en el momento de su creación». Serdar Yegulalp de Genji Press señaló la fuerza de Dazai al retratar la situación del protagonista, describiendo la novela como «sombría de una manera que es a la vez extrema y, sin embargo, también extrañamente no forzada». Ambos críticos han notado las cualidades autobiográficas de la novela, pero afirman que el estilo de Dazai hace que los lectores se conecten con Ōba en lugar de centrarse en el autor.

## Traducciones y ediciones en español
Indigno de ser humano ha sido traducido al español en tres ocasiones, todas de forma directa del japonés. La primera en 1999, de la pluma de la escritora, editora, periodista y traductora Montse Watkins, para su editorial Luna Books, la cual ha sido reeditada un par de veces a lo largo de los años. La segunda fue en 2024, por Isami Romero Hoshino y Ednodio Quintero para la editorial Satori. Una última traducción fue realizada por Carmen Harada bajo el título Descalificado como ser humano, también en 2024, autopublicada y distribuida a través de Amazon; esta edición incluye, además, la novela inconclusa de Dazai, Goodbye. 
A continuación se listan todas las ediciones disponibles en español:
- Luna Books (1999), 130 pp. ISBN 7738-9902-6. Traducción del japonés por Montse Watkins.
- Sajalin Editores (2008), 124 pp. ISBN 978-84-937413-7-2. Traducción del japonés por Montse Watkins.
- Abducción Editorial (2022), 170 pp. ISBN 9789569673238. Traducción del japonés por Montse Watkins.
- Satori (2024), 240 pp. ISBN 978-84-19035-76-9. Traducción del japonés por Isami Romero Hoshino y Ednodio Quintero.
- Publicación independiente* (bajo el título Descalificado como ser humano) (2024) 200 pp. ISBN 979-8329839128. Traducción del japonés de Carmen Harada.